# ¡No firmes más letras, cielo!
¡No firmes más letras, cielo! es una  comedia española estrenada el 27 de abril de 1972, dirigida por Pedro Lazaga y protagonizada en los papeles principales por Alfredo Landa, Mirta Miller y Mari Carmen Prendes.
Esta fue la última de las tres colaboraciones que el director Pedro Lazaga y el guionista y productor Vicente Escrivá iniciaron con las películas Vente a Alemania, Pepe y Vente a ligar al Oeste. 	

## Sinopsis
Sabino Gurupa trabaja como contable en una empresa de seguros y tiene una vida tranquila. Su máxima diversión es ir los domingos a pescar con su compañero de trabajo Porriño. Un día conoce a Elisa, una guapa modelo de alta costura que acaba casándose con Sabino y dejando su trabajo debido a los celos de él. Empieza entonces una vorágine de modernidad y consumo desaforado alentado por su esposa y su suegra, lo que provoca que Sabino deba pluriemplearse para hacer frente a tanto gasto. La situación anímica y económica de Sabino se hace cada vez más angustiosa e insoportable.

## Reparto
- Alfredo Landa como	Sabino Gurupe.
- Mari Carmen Prendes como Doña Ramona.
- Mirta Miller como Elisa Valbuena.
- Josele Román como Merche.
- Rafaela Aparicio como Florita.
- José Luis López Vázquez como Valentín Palomino.
- Manuel Summers como Porriño.
- José Yepes
- Manuel Brieva como Obrero.